# Franz Egon von Fürstenberg
Franz Egon von Fürstenberg (Herdringen, 10 maggio 1737 – Hildesheim, 11 agosto 1825) è stato un vescovo cattolico tedesco.
Fu l'ultimo principe-vescovo di Hildesheim e principe-vescovo di Paderborn dal 1789 fino alla loro secolarizzazione, rispettivamente nel 1803 e nel 1802. Fu anche vicario apostolico delle missioni settentrionali.

## Biografia

### Formazione
Come figlio cadetto di Christian Franz Theodor von Fürstenberg e della sua terza moglie Anna Helene von Galen, fu destinato alla carriera ecclesiastica fin dall'infanzia e ricevette la sua istruzione da un precettore privato prima di frequentare il Dreikönigsgymnasium di Colonia. In seguito studiò all'Università di Colonia e all'Università di Magonza, completò gli studi con un soggiorno a Roma dal 1761 al 1763. La sua educazione fu fortemente influenzata da insegnanti gesuiti e non entrò in stretto contatto con le idee illuministe.
All'età di undici anni fu nominato canonico di Halberstadt e nel 1764 divenne canonico di Münster e di Hildesheim. Fu nominato consigliere di Corte nel 1768 e decano l'anno successivo. Nel 1776 divenne preposito della cattedrale e vicario generale della diocesi di Hildesheim. Allo stesso tempo divenne consigliere privato e presidente del consiglio ed ebbe importanti cariche secolari nel principato vescovile di Hildesheim. Allorché il principe-vescovo Federico Guglielmo di Vestfalia si ammalò, von Fürstenberg divenne vescovo coadiutore con diritto di successione, grazie alle posizioni che già rivestiva e al supporto prussiano. Vincendo la competizione con Friedrich Moritz von Brabeck, che era sostenuto soprattutto dalla famiglia Spiegel, von Fürstenberg ottenne la coadiutoria di Hildesheim il 7 marzo 1786. Sebbene la nomina fosse limitata a Hildesheim, la conferma per Paderborn, unita a Hildesheim in persona episcopi, fu una formalità. Il 27 gennaio 1788 von Fürstenberg fu consacrato vescovo nella cattedrale di Hildesheim da Karl Friedrich von Wendt e alla morte di Federico Guglielmo di Vestfalia, avvenuta il 6 gennaio successivo, gli succedette in entrambi i vescovati.

### Caute riforme
La situazione a Paderborn non era favorevole - il principato vescovile era in piena crisi finanziaria e von Fürstenberg quindi dovette rinunciare ai tradizionali festeggiamenti per il suo insediamento. Tuttavia, ciò gli diede una reputazione di miserabile agli occhi dei suoi sudditi, che continuavano ad opporsi alle riforme finanziarie. Tentò di ridurre i debiti dei due vescovati, che erano esplosi durante la Guerra dei sette anni, ma la necessità di fronteggiare la Prima coalizione rese impossibile ulteriori risparmi. La magra situazione finanziaria limitò anche le iniziative per promuovere il commercio; von Fürstenberg allentò gradualmente le rigide restrizioni a cui erano soggetti i commercianti e promosse una politica forestale più razionale, sebbene l'impatto economico di questa riforma risultasse limitato. Le sue riforme scolastiche ebbero invece conseguenze durature e furono ispirate da quelle già attuate da suo fratello Franz Friedrich Wilhelm von Fürstenberg nel principato vescovile di Münster. Le riforme prevedevano un nuovo sistema scolastico, un nuovo metodo di insegnamento, corsi di formazione per i docenti e la sostituzione del latino con il tedesco come lingua di insegnamento.
In generale la situazione economica continuò a versare in cattive condizioni, con poche riforme organiche e un crescente malcontento verso il principe-vescovo. A Hildesheim in particolare il clima era teso, perché la città era attraversata dagli stessi fermenti della Rivoluzione francese. Von Fürstenberg compì diversi tentativi pacifici di risolvere la situazione, ma fu comunque costretto a ricorrere alle sue truppe per sedare le rivolte e non avendo uomini a sufficienza si rivolse anche all'esercito del vicino Langraviato d'Assia-Kassel.

### Secolarizzazione
La fine del Sacro Romano Impero e la secolarizzazione dei principati ecclesiastici nel 1802 non giunsero del tutto inaspettate per von Fürstenberg. Egli aveva tentato di impedirle entrambe, ma aveva anche cooperato con la Prussia, la nuova potenza egemone. Pur avendo perso il potere temporale, continuò a detenere quello spirituale e rimase sulle cattedre vescovili di Hildesheim e di Paderborn. Tuttavia, dovette affrontare alcune tensioni con la Prussia, ad esempio sul controllo statale dell'insegnamento impartito dalle scuole cattoliche. Von Fürstenberg dovette poi soggiacere al Regno di Vestfalia nel 1807 e dovette prestare un giuramento di fedeltà a Girolamo Bonaparte.
Alla fine delle guerre napoleoniche nel 1815, von Fürstenberg era rimasto uno dei pochi principi-vescovi sopravvissuti. Paderborn entrò a far parte della Prussia e Hildesheim del Regno di Hannover. Negli ultimi anni della sua vita si recò a Roma per sventare i maneggi prussiani per smembrare le diocesi di Hildesheim e di Paderborn e di unirle l'una alla diocesi di Osnabrück, l'altra alla diocesi di Münster. Così, entrambe le diocesi sopravvissero e anzi il territorio di quella di Paderborn si estese su territori che erano appartenuti all'arcidiocesi di Colonia, alla diocesi di Magdeburgo e alla diocesi di Halberstadt.
Morì nella residenza vescovile di Hildesheim, che era stata la sua dimora dopo il 1802, e fu sepolto nella navata centrale della cattedrale di Hildesheim.

## Genealogia episcopale e successione apostolica
La genealogia episcopale è:
- Cardinale Scipione Rebiba
- Cardinale Giulio Antonio Santori
- Cardinale Girolamo Bernerio, O.P.
- Arcivescovo Galeazzo Sanvitale
- Cardinale Ludovico Ludovisi
- Cardinale Luigi Caetani
- Cardinale Ulderico Carpegna
- Cardinale Paluzzo Paluzzi Altieri degli Albertoni
- Papa Benedetto XIII
- Arcivescovo Clemente Augusto di Baviera
- Vescovo Franz Josef von Gondola, O.S.B.
- Vescovo Wilhelm Anton von der Asseburg
- Vescovo Federico Guglielmo di Vestfalia
- Vescovo Karl Friedrich von Wendt
- Vescovo Franz Egon von Fürstenberg

Franz Egon von Fürstenberg non consacrò nessun vescovo.

## Ascendenza
|                                                     |                                                        |                                          | Genitori                                        |  |  | Nonni |  |  | Bisnonni                                      |  |  | Trisnonni                               |  |
|                                                     |                                                        |                                          |                                                 |  |  |       |  |  | 8. Joachim, conte di Fürstenberg-Heiligenberg |  |  | 16. Friedrich III, conte di Fürstenberg |  |
|                                                     |                                                        |                                          |                                                 |  |  |       |  |  | 8. Joachim, conte di Fürstenberg-Heiligenberg |  |  | 16. Friedrich III, conte di Fürstenberg |  |
|                                                     |                                                        | 17. Anna von Werdenberg                  |                                                 |  |  |       |  |  | 8. Joachim, conte di Fürstenberg-Heiligenberg |  |  |                                         |  |
| 4. Friederich, conte di Fürstenberg-Heiligenberg    |                                                        |                                          |                                                 |  |  |       |  |  | 8. Joachim, conte di Fürstenberg-Heiligenberg |  |  |                                         |  |
|                                                     |                                                        | 9. Anna von Zimmern                      | 18. Froben Christoph, conte di Zimmern          |  |  |       |  |  |                                               |  |  |                                         |  |
|                                                     |                                                        | 9. Anna von Zimmern                      | 18. Froben Christoph, conte di Zimmern          |  |  |       |  |  |                                               |  |  |                                         |  |
|                                                     |                                                        | 9. Anna von Zimmern                      | 19. Kunigunde von Eberstein                     |  |  |       |  |  |                                               |  |  |                                         |  |
| 2. Egon VIII, conte di Fürstenberg-Heiligenberg     |                                                        | 9. Anna von Zimmern                      |                                                 |  |  |       |  |  |                                               |  |  |                                         |  |
|                                                     |                                                        | 10. Alwig II, conte di Sulz              | 20. Johann Ludwig I, conte di Sulz              |  |  |       |  |  |                                               |  |  |                                         |  |
|                                                     |                                                        | 10. Alwig II, conte di Sulz              | 20. Johann Ludwig I, conte di Sulz              |  |  |       |  |  |                                               |  |  |                                         |  |
|                                                     |                                                        | 10. Alwig II, conte di Sulz              | 21. Elisabeth von Zweibrücken-Lichtenberg       |  |  |       |  |  |                                               |  |  |                                         |  |
| 5. Elisabeth von Sulz                               |                                                        | 10. Alwig II, conte di Sulz              |                                                 |  |  |       |  |  |                                               |  |  |                                         |  |
|                                                     |                                                        | 11. Barbara von Helfenstein-Wiesensteig  | 22. Ulrich XI, conte di Helfenstein-Wiesensteig |  |  |       |  |  |                                               |  |  |                                         |  |
|                                                     |                                                        | 11. Barbara von Helfenstein-Wiesensteig  | 22. Ulrich XI, conte di Helfenstein-Wiesensteig |  |  |       |  |  |                                               |  |  |                                         |  |
|                                                     |                                                        | 11. Barbara von Helfenstein-Wiesensteig  | 23. Katharina von Waldburg-Sonnenberg           |  |  |       |  |  |                                               |  |  |                                         |  |
| 1. Franz Egon von Fürstenberg-Heiligenberg          |                                                        | 11. Barbara von Helfenstein-Wiesensteig  |                                                 |  |  |       |  |  |                                               |  |  |                                         |  |
|                                                     | 12. Eitel Friedrich I, conte di Hohenzollern-Hechingen | 24. Karl I, conte di Hohenzollern        |                                                 |  |  |       |  |  |                                               |  |  |                                         |  |
|                                                     | 12. Eitel Friedrich I, conte di Hohenzollern-Hechingen | 24. Karl I, conte di Hohenzollern        |                                                 |  |  |       |  |  |                                               |  |  |                                         |  |
|                                                     | 12. Eitel Friedrich I, conte di Hohenzollern-Hechingen | 25. Anna von Baden-Durlach               |                                                 |  |  |       |  |  |                                               |  |  |                                         |  |
| 6. Johann Georg, principe di Hohenzollern-Hechingen | 12. Eitel Friedrich I, conte di Hohenzollern-Hechingen |                                          |                                                 |  |  |       |  |  |                                               |  |  |                                         |  |
|                                                     |                                                        | 13. Sibylle von Zimmern                  | 26. Froben Christoph, conte di Zimmern (= 18)   |  |  |       |  |  |                                               |  |  |                                         |  |
|                                                     |                                                        | 13. Sibylle von Zimmern                  | 26. Froben Christoph, conte di Zimmern (= 18)   |  |  |       |  |  |                                               |  |  |                                         |  |
|                                                     |                                                        | 13. Sibylle von Zimmern                  | 27. Kunigunde von Eberstein (= 19)              |  |  |       |  |  |                                               |  |  |                                         |  |
| 3. Anna Maria von Hohenzollern-Hechingen            |                                                        | 13. Sibylle von Zimmern                  |                                                 |  |  |       |  |  |                                               |  |  |                                         |  |
|                                                     |                                                        | 14. Friedrich I, conte di Salm-Neufville | 28. Philipp Franz, conte di Salm-Neufville      |  |  |       |  |  |                                               |  |  |                                         |  |
|                                                     |                                                        | 14. Friedrich I, conte di Salm-Neufville | 28. Philipp Franz, conte di Salm-Neufville      |  |  |       |  |  |                                               |  |  |                                         |  |
|                                                     |                                                        | 14. Friedrich I, conte di Salm-Neufville | 29. Maria Aegyptiaca von Oettingen              |  |  |       |  |  |                                               |  |  |                                         |  |
| 7. Franziska von Salm-Neufville                     |                                                        | 14. Friedrich I, conte di Salm-Neufville |                                                 |  |  |       |  |  |                                               |  |  |                                         |  |
|                                                     |                                                        | 15. Franziska von Salm                   | 30. Johann VI, conte di Salm                    |  |  |       |  |  |                                               |  |  |                                         |  |
|                                                     |                                                        | 15. Franziska von Salm                   | 30. Johann VI, conte di Salm                    |  |  |       |  |  |                                               |  |  |                                         |  |
|                                                     |                                                        | 15. Franziska von Salm                   | 31. Louise de Stainville                        |  |  |       |  |  |                                               |  |  |                                         |  |
|                                                     |                                                        | 15. Franziska von Salm                   |                                                 |  |  |       |  |  |                                               |  |  |                                         |  |